# Kiyonami (destroyer)
Le Kiyonami (清波) était un destroyer de classe Yūgumo en service dans la Marine impériale japonaise pendant la Seconde Guerre mondiale.

## Historique
Le 12 juillet 1943, le Kiyonami escorte des transports de troupes à Kolombangara. Lors de la bataille de Kolombangara, il contribue au sabordage de l'USS Gwin et endommage les croiseurs USS Honolulu et USS St. Louis.
Le 20 juillet, le Kiyonami escorte d'autres transports vers Kolombangara. Il est coulé par des B-25 de l'United States Army Air Forces pendant qu'il secourait l'équipage du destroyer Yūgure, à 68 km au nord-nord-ouest de Kolombangara, à la position géographique 7° 13′ S, 156° 45′ E. Une soixantaine d'hommes furent vus dans l'eau, mais seul un fut secouru plusieurs jours après. 241 (sur 242) hommes du Kiyonami et la totalité des 228 rescapés du Yūgure décédèrent dans le naufrage.